# 黃如桂
黃如桂（1499年—1553年），字德馨，江西吉安府廬陵縣人，民籍，明朝政治人物。

## 生平
嘉靖十年（1531年）辛卯江西鄉試第八名舉人。嘉靖十七年（1538年）中式戊戌科會試第十九名，登第三甲第一百五十六名進士。授行人，二十二年十二月选授山东道试御史，二十五年巡按宣大，二十七年巡按广东，三十年四月升太仆寺少卿，三十二年七月升大理寺左少卿，本年卒于官。

## 家族
曾祖黃時佐；祖父黃鎬；父黃懋哲，母李氏。永感下。